# Перосільйо
Перосільйо (ісп. Perosillo) — муніципалітет в Іспанії, у складі автономної спільноти Кастилія-і-Леон, у провінції Сеговія. Населення — 25 осіб (2010).
Муніципалітет розташований на відстані близько 110 км на північ від Мадрида, 48 км на північ від Сеговії.

## Демографія
Динаміка населення (INE ):

## Галерея зображень

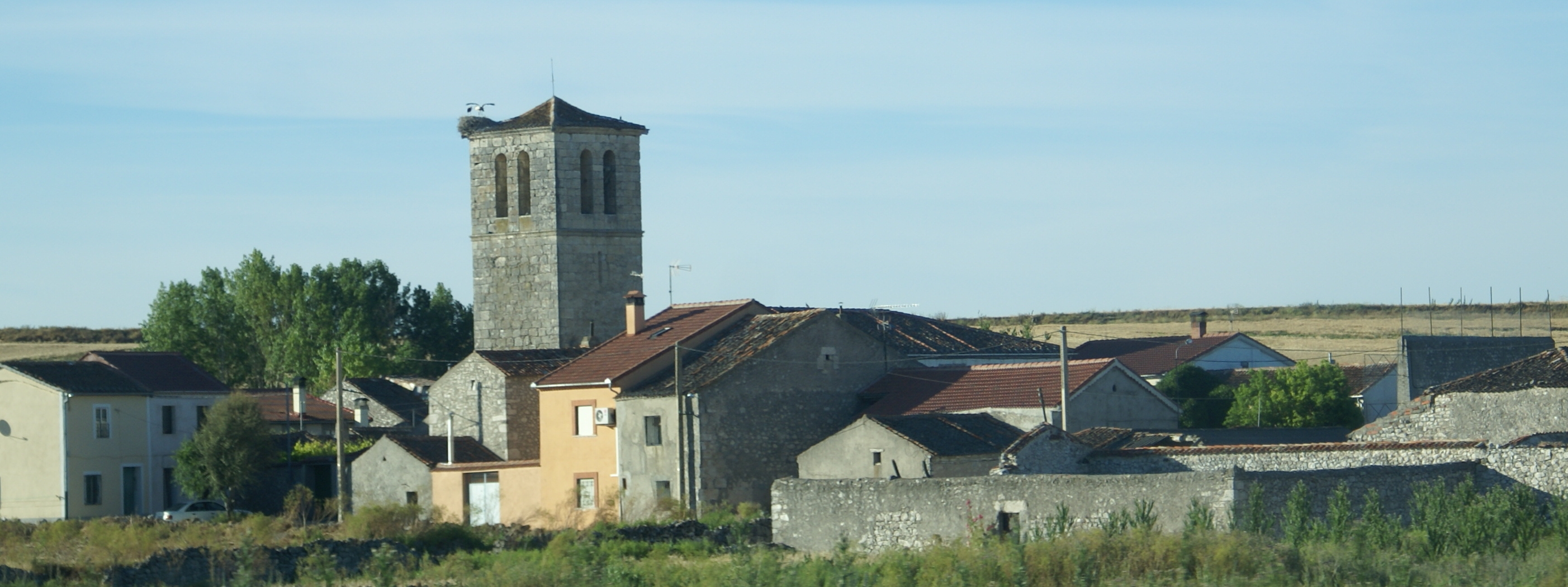
Перосільйо
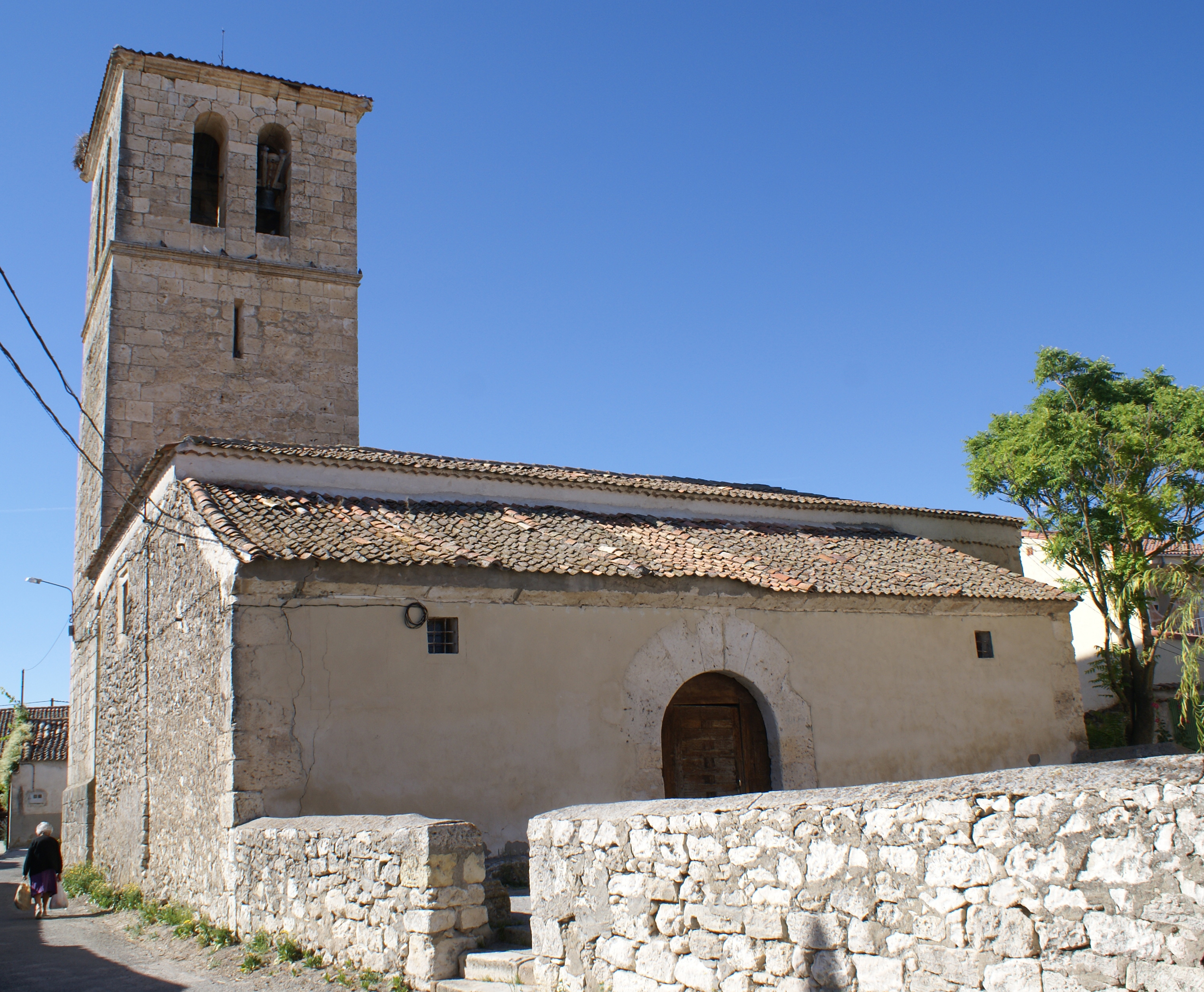
Церква Нуестра-Сеньйора-де-Мельгар